# Íñigo Fernández de Velasco
Íñigo Melchior Fernández de Velasco y Guzmán (Madrid, 16 april 1629 – ?, 29 september 1696) was een Spaanse edelman en politicus. Hij was een zoon van Bernardino Fernández de Velasco, 6e hertog van Frías en Isabella Maria de Guzmán y Guzmán, 5e hertogin van Medina de las Torres en een neef van koning Johan IV van Portugal.

## Leven
Hij was een invloedrijk persoon tijdens de regering van Karel II van Spanje. Na de dood van zijn moeder in 1640 erfde hij haar titels. Nadat zijn vader in 1652 overleed erfde hij naast diens adellijke titels de titel Condestable van Castilië, een erfelijke eretitel en werd lid van de Staatsraad en de Oorlogsraad. Daarnaast bekleedde hij posities als gouverneur van Galicië en tussen 1668 tot 1670 die van landvoogd der Zuidelijke Nederlanden.

## Huwelijk en kinderen
In 1671 huwde Fernández de Velasco met Maria Teresa de Benavídes Dávila y Corella († 1702), Uit dit huwelijk werd een dochter geboren:
- Maria del Pilar Fernández de Velasco y Tovar († Madrid 30 november 1734), 7e hertogin van Medina de las Torres, 7e markgravin van Berlanga; ∞ (Madrid 6 maart 1695) Francisco Téllez-Girón y Benavídes (Madrid 11 maart 1678 – Parijs 3 april 1716), 6e hertog van Osuna

Daarnaast had hij een kind uit een buitenechtelijke relatie met Maria de la Torre, overigens lang voor zijn huwelijk:
- Francisco de Velasco y Tovar (Madrid 5 september 1649 – Sevilla maart 1716), gouverneur van Cádiz